# Yehuda Amihay
Yehuda Amihay (sau Yehudá Amichai, în ebraică יהודה עמיחי, născut sub numele Ludwig Pfeuffer; n. 3 mai 1924, Würzburg, Germania – d. 22 septembrie 2000, Ierusalim, Palestina) a fost un poet israelian, evreu născut în Germania. Amihay este considerat unul din cei mai îndrăgiți și însemnați poeți ebraici moderni, alături de Nathan Zach și David Avidan a fost unul din primii creatori de versuri scrise în ebraica vorbită, de zi de zi.

## Biografie
Amihay s-a născut într-o familie evreiască ortodoxă din orașul Würzburg din Germania. O parte din familia sa se ocupa cu agricultura. Tatăl său, Friedrich Moritz (Meir) Pfeuffer era comerciant.   
Mama sa, Frieda, născută Wahlhaus, era originară din Gersfeld, Kassel, landul Hessen. În copilărie a scris poezii și proză în limba germană. La 11 ani,în anul 1935, în urma instaurării regimului național-socialist, familia sa a emigrat în Palestina, pe atunci sub mandat britanic, și s-a stabilit la Ierusalim . A studiat la școala ebraică „Maalot”.În timpul liber s-a ocupat cu sportul, între altele înotul și boxul.
În cursul celui de-al Doilea Război Mondial, în anii 1942-1945 el a luptat în cadrul armatei britanice, inclusiv a Brigăzii evreiești, iar mai târziu, în anii 1947-1949 în Războiul de independență al Israelului.
După lăsarea la vatră, Amihay a studiat științe biblice și literatura ebraică la Universitatea Ebraică din Ierusalim, unde a fost coleg cu criticul literar Gavriel Moked. S-a simțit atașat în mod deosebit de poezia anglo-americană, mai ales de creatori ca Wystan Hugh Auden, Dylan Thomas etc,.
Ulterior a lucrat ca profesor de literatură ebraică în licee. Cele dintâi poezii le-a publicat în magazinul literar Likrat („Înspre”). Primul său volum de versuri a apărut în 1935 (Acum și în alte zile). În 1963 a publicat un prim roman Nu de acum, nu de ieri.
În anul 1998 a fost profesor invitat în Statele Unite ale Americii, cu care ocazie i s-a diagnosticat o boală canceroasă. A decedat la Ierusalim în anul 2000.
Yehuda Amihay a fost căsătorit de două ori și a avut trei copii.
În creația sa Amihay este mult mai spontan, mai ironic și mai puțin ostentativ „literar” decât alți poeți ebraici.

## Opere
Scrierile lui Yehuda Amihay au fost traduse in peste 40 de limbi.

## Versuri
A publicat 25 volume de versuri.
- 1955 Acum si in alte zile
- Cale de două  speranțe
- În grădina  publică
- Poezii
- Acum în zgomot

## Alte scrieri
- 3 cărți pentru copii
- 2 romane
- piese și scenarii de teatru

## Premii și onoruri
- 2005 O stradă în orașul său natal Würzburg i-a primit numele
- Distincție din partea Universității din Asyut, Egipt
- 1996 Cavaler al poeziei - premiul Björnson, Norvegia
- 1995 Cununa de aur, Macedonia
- 1994 Premiul Malraux, Franța
- 1994 Premiul Lion, New York
- 1993 A fost ales membru al Academiei Germane de Limbă și Poezie
- 1986 Premiul Agnon
- 1982 Premiul Israel (premiul de stat al Israelului)
- 1981 Premiul orașului Würzburg pentru cultură
- 1982 Premiul orașului Ierusalim
- 1976 Premiul Bialik
- 1970 Premiul Asociației israeliene a compozitorilor, autorilor și editorilor
- 1969 Premiul Brenner pentru volumul Ahshav beraash
- 1962 Premiul Radiodifuziunii israeliene Kol Israel - pentru scenariul radiofonic „Paamonim verakavot” (Clopote și trenuri)
- 1962 septembrie - Premiul Radio Italia -locul întâi la concursul internațional de teatru radiofonic pentru Paamonim verakavot
- 1957 Premiul Shlonski pentru primul său volum de versuri „Ahshav uveyamim aherim”